# Serguéi Filippénkov
Serguéi Filippénkov (en ruso: Серге́й Александрович Филиппенков; Smolensk, 2 de agosto de 1971-Penza, 15 de octubre de 2015) fue un entrenador y jugador de fútbol que jugaba en la demarcación de centrocampista.
Serguéi Filippenkov falleció después de sufrir un colapso en el campo durante un juego amistoso de jugadores exprofesionales. Estaba jugando en el club ruso Zenit Penza junto con otros exjugadores. Filippenkov de 44 años, era el entrenador del tercer equipo en donde se empezaban a promover jugadores para el equipo de la  primera división rusa. Zenit mencionó que había anotado un gol cinco minutos antes del final.

## Selección nacional
Jugó un partido con la selección de fútbol de Rusia el 11 de noviembre de 1998 en calidad de amistoso contra Brasil, partido que finalizó con un resultado de 5-1 a favor del combinado brasileño.

## Clubes

### Como futbolista
| Club                         | País       | Año         | Partidos | Goles |
| ---------------------------- | ---------- | ----------- | -------- | ----- |
| FC Iskra Smolensk            | Rusia      | 1992 - 1994 | 77       | 5     |
| FC Kristall Smolensk         | Rusia      | 1995 - 1997 | 104      | 19    |
| PFC CSKA Moscú               | Rusia      | 1998 - 2001 | 100      | 17    |
| FC Chernomorets Novorossiysk | Rusia      | 2002        | 19       | 4     |
| FC Kristall Smolensk         | Rusia      | 2003        | 17       | 1     |
| FC Dynamo San Petersburgo    | Rusia      | 2003        | 10       | 0     |
| FC Arsenal Tula              | Rusia      | 2004        | 27       | 2     |
| FC Astana-1964               | Kazajistán | 2005        | 13       | 1     |
| FC Dynamo Bryansk            | Rusia      | 2005 - 2007 | 90       | 11    |
| FC Metallurg Lipetsk         | Rusia      | 2008        | 26       | 1     |
| FC Dnepr Smolensk            | Rusia      | 2009 - 2010 | 52       | 1     |

### Como entrenador
| Club           | País  | Año         |
| -------------- | ----- | ----------- |
| FC Zenit Penza | Rusia | 2014 - 2015 |